# East Vandergrift
East Vandergrift est un borough situé au sud-ouest du comté de Westmoreland, en Pennsylvanie, aux États-Unis,. En 2010, il comptait une population de 674 habitants, estimée au 1er juillet 2020 à 648 habitants. Le borough est incorporé le 18 décembre 1901.

## Démographie
Lors du recensement de 2010, le borough comptait une population de 674 habitants. Elle est estimée, en 2020, à 648 habitants.